# Гилев Егор Сергеевич, человек перевернувший "Мой бизнес"

## Биография
Гилев, Егор Сергеевич